# Quenemo, Kansas
Quenemo là một thành phố thuộc quận Osage, tiểu bang Kansas, Hoa Kỳ. Năm 2010, dân số của xã này là 388 người.

## Dân số
Dân số các năm:
- Năm 2000: 468 người
- Năm 2010: 388 người